# Пыховское сельское поселение
Пыховское сельское поселение — муниципальное образование в Новохопёрском районе Воронежской области.
Административный центр — село Пыховка.
Население 903 человека.

## История
Законом Воронежской области от 25 ноября 2011 года № 161-ОЗ, преобразованы, путём объединения:
- Пыховское сельское поселение и Бурляевское сельское поселение — в Пыховское сельское поселение с административным центром в селе Пыховка.

## Административное деление
В состав поселения входит три населенных пункта:
- село Пыховка
- село Бурляевка
- поселок Владимировка